# Das brennende Neubrandenburg
Das brennende Neubrandenburg, auch Sonnenaufgang bei Neubrandenburg oder Sonnenuntergang bei Neubrandenburg, ist ein zwischen 1830 und 1835 datiertes unvollendetes Gemälde von Caspar David Friedrich. Das Bild in Öl auf Leinwand im Format 72,2 cm × 101,3 cm befindet sich in der Hamburger Kunsthalle.

## Bildbeschreibung
Das Gemälde zeigt einen Weg zwischen abgeernteten Feldern, der zum Tor einer gotischen Stadt führt. Der Bildtitel bezeichnet die Stadt als Neubrandenburg. Die Stadt ist von einem Ring aus Bäumen umgeben, der nach links geöffnet ist und den Blick auf eine dreiteilige Toranlage frei gibt. Über die Baumhöhe ragen eine Kirche und zwei weitere Bauten hinaus. Die Kirche hat einen reich verzierten Giebel, der Turm ist nach zwei Etagen abgeflacht. Vorn links liegen drei Heuhaufen. Den Weg säumen Felsbrocken oder Findlinge. Die Kirche dominiert die Silhouette der Stadt. Das Dach der Kirche ist an einer Stelle abgedeckt, weiße und braune Rauchwolken ziehen ins Freie. Der Rauch verbindet sich mit der grau-blauen Wolkenkette im Hintergrund. Aus den Wolken brechen Strahlen der hinter der Stadt verborgenen Sonne hervor. Nach oben geht der hellblaue Himmel in ein monochromes Hellgrau über.

## Bild und Natur

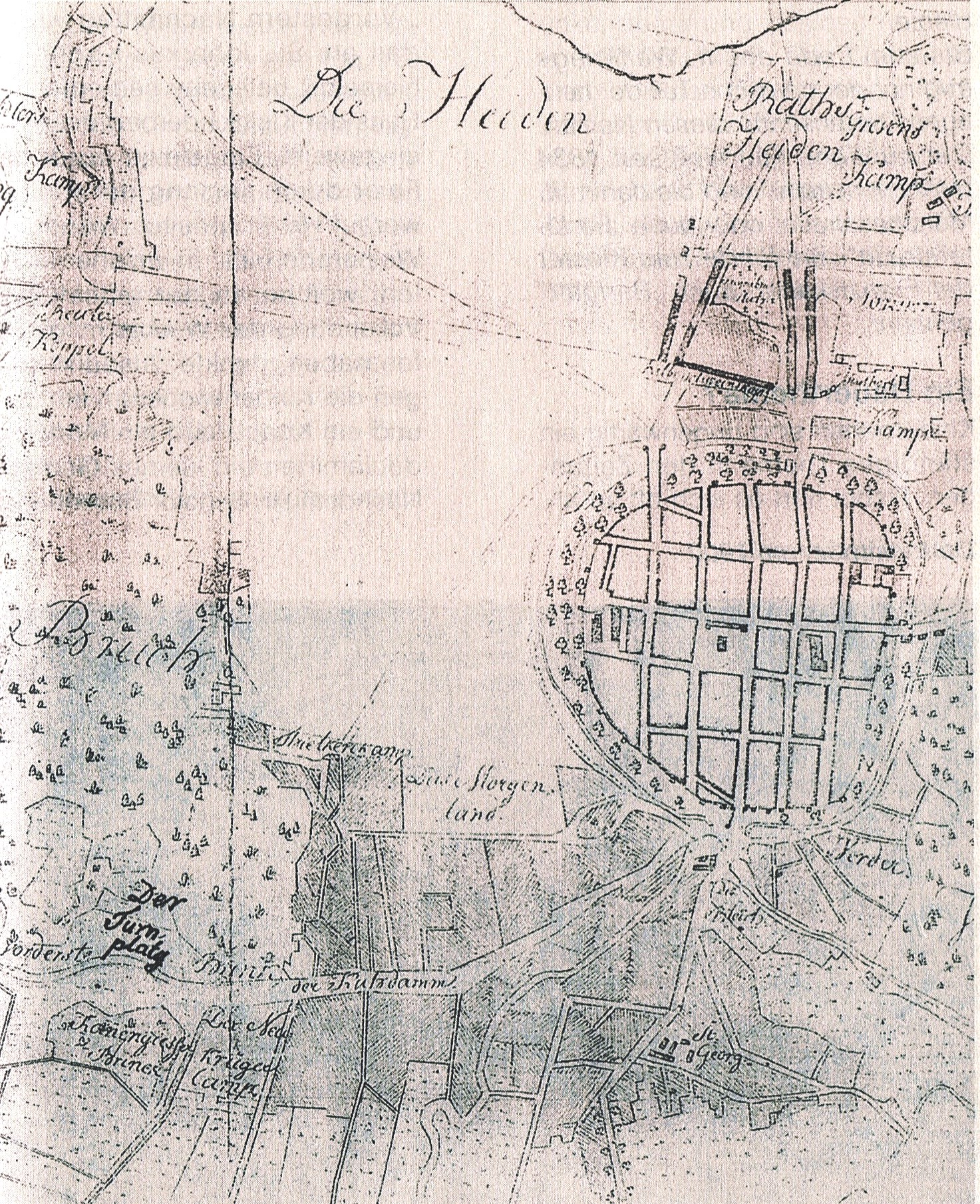
Karte der Stadt Neubrandenburg von 1820 mit der nördlichen Umgebung

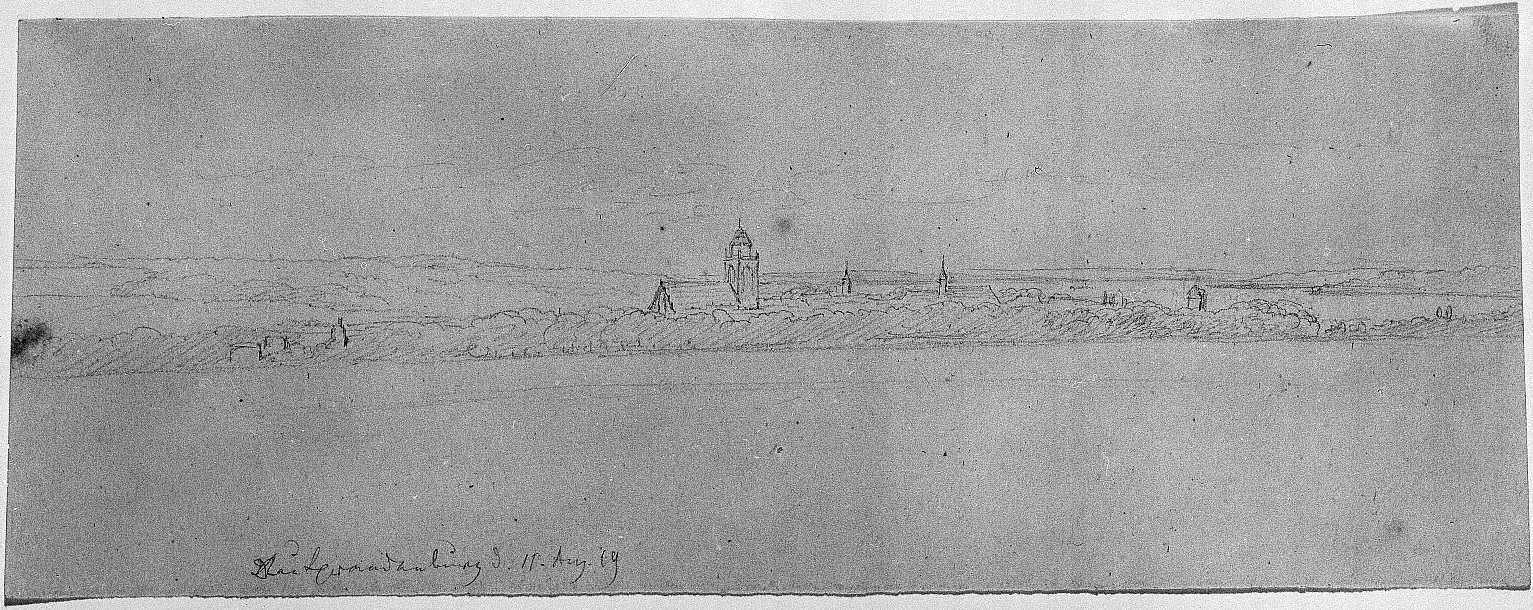
Carl Gustav Carus: Ansicht von Neubrandenburg, 1819

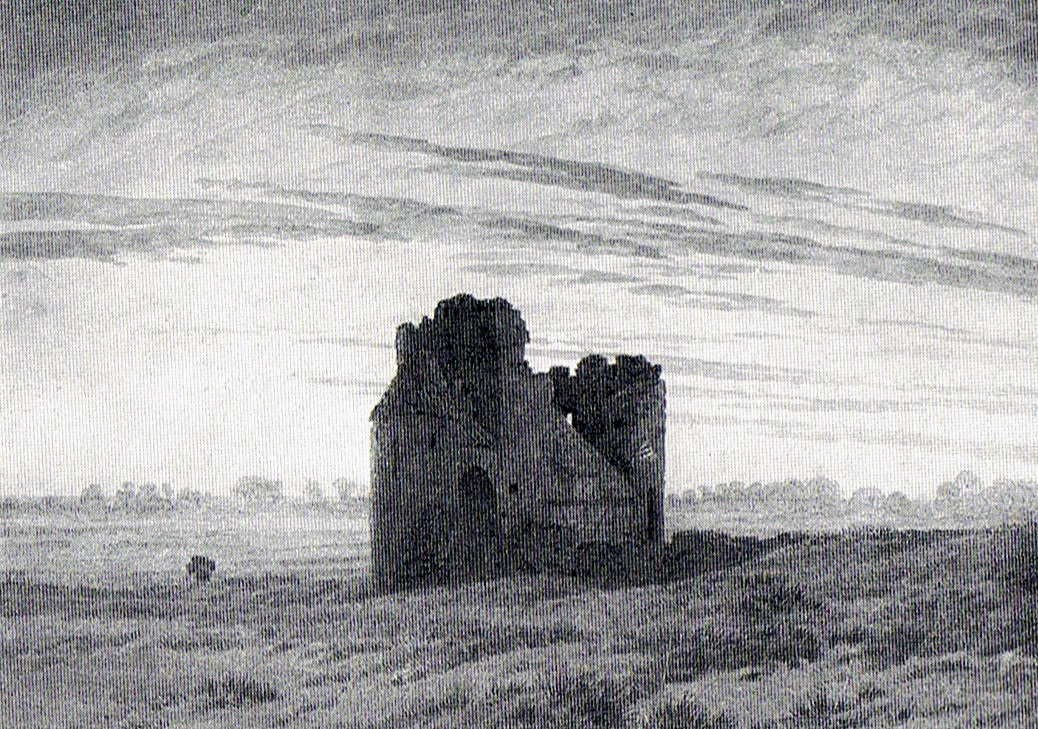
Caspar David Friedrich: Kirchenruine in Wiesenlandschaft, um 1835

Die Situation des Landschaftsraumes vor 1830 ist durch das sich nördlich hinter der Stadtmauer erstreckende freie Grasland, genannt „Die Heiden“, und die genaue Lage des im Norden der Stadt befindlichen Friedländer Tores aufgenommen. Das belegen eine Karte von Neubrandenburg aus dem Jahr 1820 sowie eine Zeichnung (1819) von Carl Gustav Carus mit der Sicht von Norden auf die Stadt. Auch die Anlage des Weges, der zum Friedländer Tor führt, entspricht den Gegebenheiten zu Beginn des 19. Jahrhunderts. Die Marienkirche ist im Verhältnis zum Friedländer Tor in der Hauptachse mit einer leichten Drehung gegen den Uhrzeigersinn dargestellt. So ist die Perspektive davon abhängig, ob man sich auf die reale topografische Situation des Friedländer Tores oder auf die der Marienkirche festlegen will. Allerdings ist der Blick des Malers auf die Marienkirche in der dargestellten Weise nur von Nordosten aus möglich. Es ist das Stadtpanorama, das sich Friedrich von Greifswald kommend, von Neubrandenburg bot. In der kunsthistorischen Literatur ist meist der Blick aus Richtung Osten angegeben. Der Maler hat den Turm der Marienkirche, die bis 1842 eine barocke Haube trug, im Bild über zwei Geschosse mit einer achteckigen Form ohne Spitze ausgestattet. Rechts von der Marienkirche sind das Treptower Tor und der Mönchen-Turm am Ende der Darrenstraße zu erkennen. Der Erdwall links und die Baumgruppe außerhalb der mit Eichen bewachsenen Wallanlagen stellen die Begrenzung des damals gerade angelegten Friedhofes außerhalb der Stadt dar. Ein lockerer Baumbestand, wie er rechts am Horizont zu sehen ist, begrenzte tatsächlich das ausgedehnte Grasland.

## Struktur und Ästhetik
Der Anlage des Bildes liegt eine spitzwinklige Geometrie zugrunde. Der Weg durch die Felder führt durch zwei Drittel des tiefen Vordergrundes direkt auf das Stadttor zu. Dieser Diagonale antwortet eine Linie, die von dem niedrigen Zingel des Vortores zur Spitze des Turmes aufsteigt. Aufgefangen wird diese rechtsgewichtete Bildaufteilung durch die Positionierung der fünf Strahlen der Sonne als symmetrische Figur im Bildzentrum, betont mit einer Einsenkung in der Wolkenbank. Unter der ansteigenden Linie öffnete sich der Blick in die farbblasse Ferne, während die linken Baumgruppen mit einer kräftigen Binnenzeichnung gegensteuern. Der Vordergrund spiegelt diese Form- und Tönungsverhältnisse in der Konfrontation von weichen Konturen der Heuhaufen und kantigen der Felsbrocken. Die Landschaft ist in Brauntönen gehalten, die streifig von Grün, Gelb und Grau unterbrochen sind. Da das Bild unvollendet blieb, vermutlich wegen gesundheitlicher Einschränkungen Friedrichs, kann man über eine endgültige Farbgestaltung nur spekulieren. In der horizontalen Schichtung sind Hintereinander und Übereinander eng verflochten. Der unfertige Zustand des Bildes gibt einen Einblick in die Malweise.

## Bilddeutung

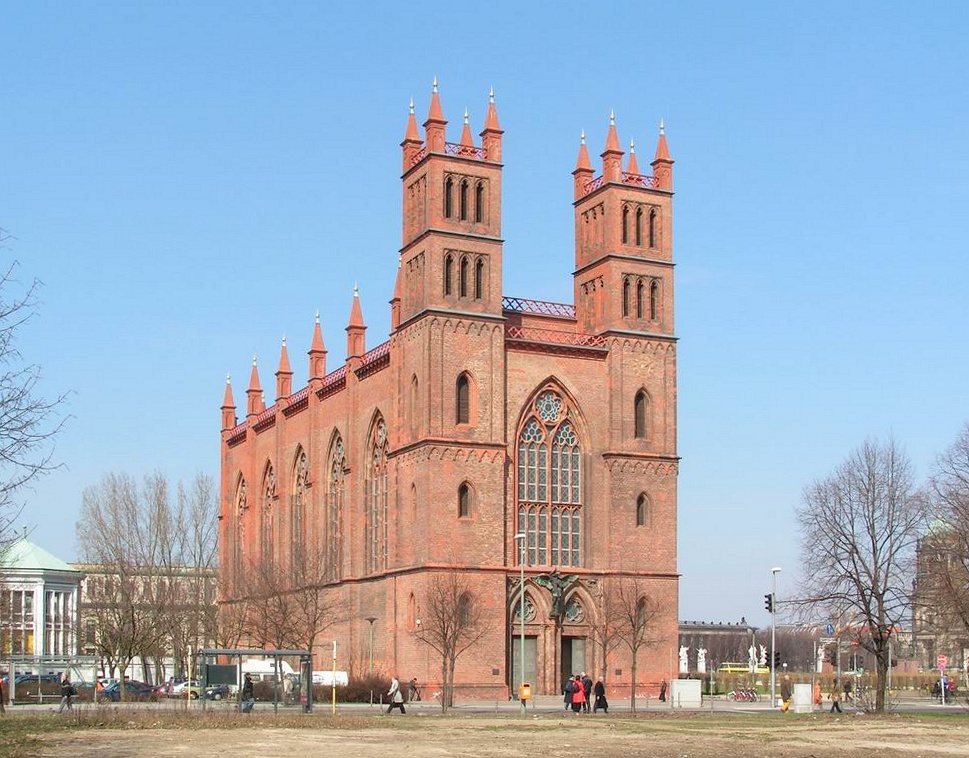
Friedrichswerdersche Kirche in Berlin

Das Gemälde wird religiös sowie aus dem historischen und architekturgeschichtlichen Kontext heraus interpretiert. Helmut Börsch-Supan sieht Das brennende Neubrandenburg als Sinnbild heilsgeschichtlichen Geschehens. Der Weg bedeute den Weg des Lebens, die Heuhaufen die rasche Vergänglichkeit des Lebens, die Felsblöcke symbolisierten den Glauben, die Stadt stehe für den Aufenthaltsort der Seele nach dem Tod, das Stadttor stelle sich als Eingang zum Totenreich dar. Die brennende Kirche gelte als Gleichnis für das Jüngste Gericht. Wolfgang Braungart verortet das Bildmotiv in der Ikonografie der Apokalypse der modernen Literatur und Kunst. Da der brennenden Kirche wahrscheinlich kein historisches Ereignis zugrunde liege, sei der Brand Friedrichs apokalyptische Erfindung. Gerhard Eimer bestimmt den Bildsinn über das flächenbindende Strahlenmotiv, das Friedrich für den Tetschener Altar theologisch erklärt, als Schicksalsvision sowohl in persönlicher als auch in allgemeiner Schau. Er erkennt einen Ausdruck des Pessimismus auf die Zukunft der Idee der Gotik. Friedrich Scheven hält es für möglich, dass Friedrich in dem Gemälde die großen Stadtbrände von 1614, 1676 und 1737 in einem Sinnbild der Vergänglichkeit alles Irdischen verarbeitete hat. Eckhard Unger liest das Bild als Gleichnis dreier Untergänge, für den Untergang der Stadt durch Stadtbrände, den Untergang des Tages mit dem Untergang der Sonne sowie den Untergang des Jahres mit dem Herbst.
Nach den 1829 vorgelegten Plänen des Architekten Friedrich Wilhelm Buttel sollte der Turm der Marienkirche nach dem Vorbild von Karl Friedrich Schinkels Friedrichswerderschen Kirche in Berlin auf einem achteckigen Grundriss ohne Spitze ausgeführt werden, wie auf dem Gemälde zu sehen. Nach Protesten der Neubrandenburger Bürger und Intervention des Mecklenburg-Strelitzer Großherzogs wurde schließlich ein spitzer Turm gebaut. Auch Friedrich sah in dieser architektonischen Variante, wie in dem Gemälde Neubrandenburg dokumentiert, das eigentliche gotische Ideal. Der Konflikt um die Turmarchitektur könnte der Grund für das Motiv der brennenden Stadt sein, die beiden Neubrandenburg-Bilder architektonische These und Antithese. Erich Unger vermutet eine unmittelbare Anregung zu dem Motiv durch Buttel, die aber nicht belegt ist.

„Vielleicht hat diese neue, bessere Zeit schon im Stillen begonnen; einzelne Lichtstrahlen brechen schon hervor, und deuten auf einen neuen Tag der Menschheit; welches gläubige Gemüth könnte fürchten, daß  der schreckliche Kampf unserer Tage sich mit allgemeiner Vernichtung alles Guten und Herrlichen endigen werde?“

Nach Werner Hofmanns Auffassung sind Friedrichs Stadtansichten „Material für poetische Paraphrasen, deren Ort im Nirgendwo ist“. Gertrud Fiege interpretiert den Brand in der Stadtsilhouette ebenso wie die Darstellung des Meißener Doms als Ruine als Überwindung des Vergangenen.

## Sonnenposition

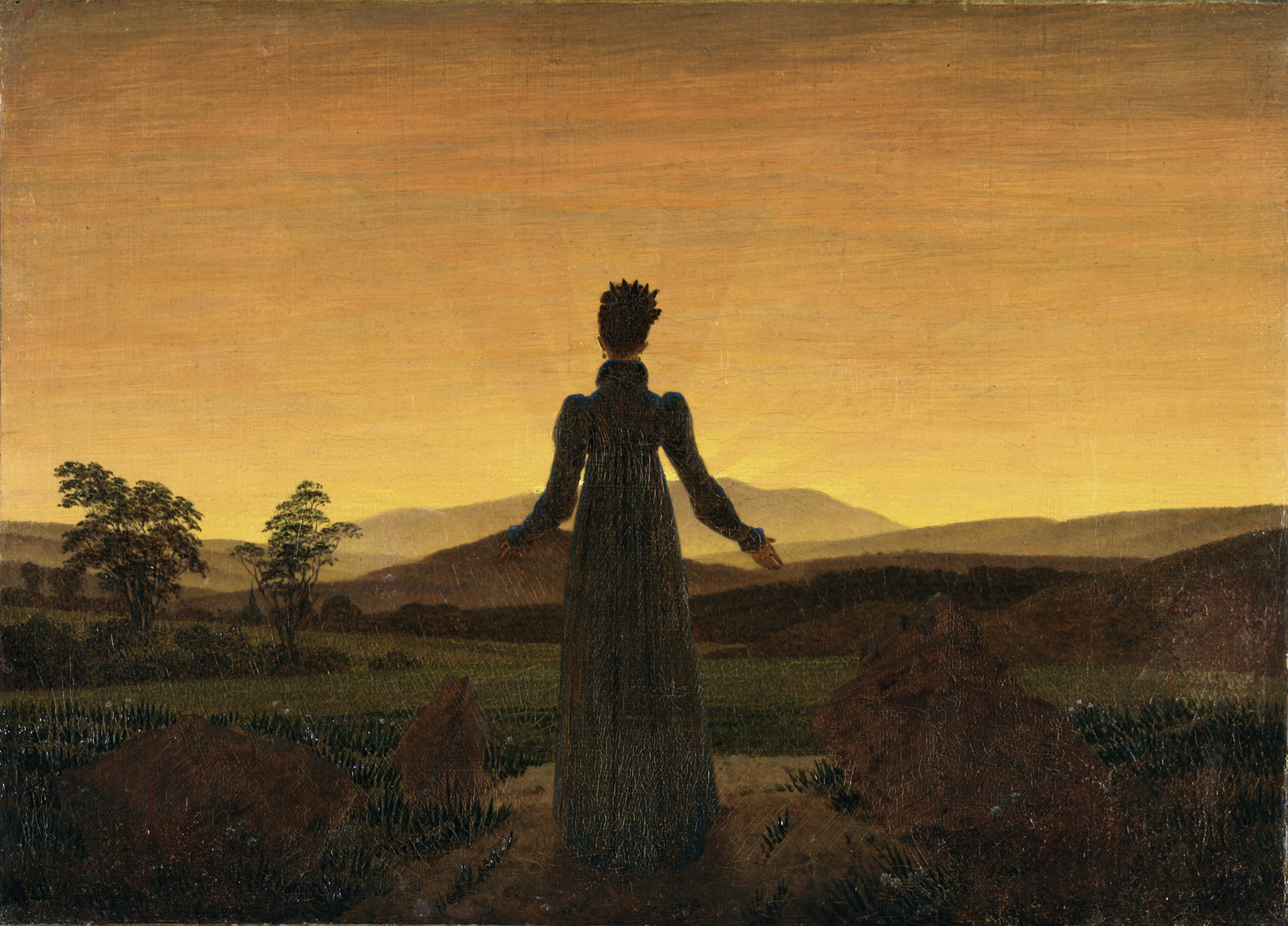
Caspar David Friedrich: Frau vor der untergehenden Sonne, 1818

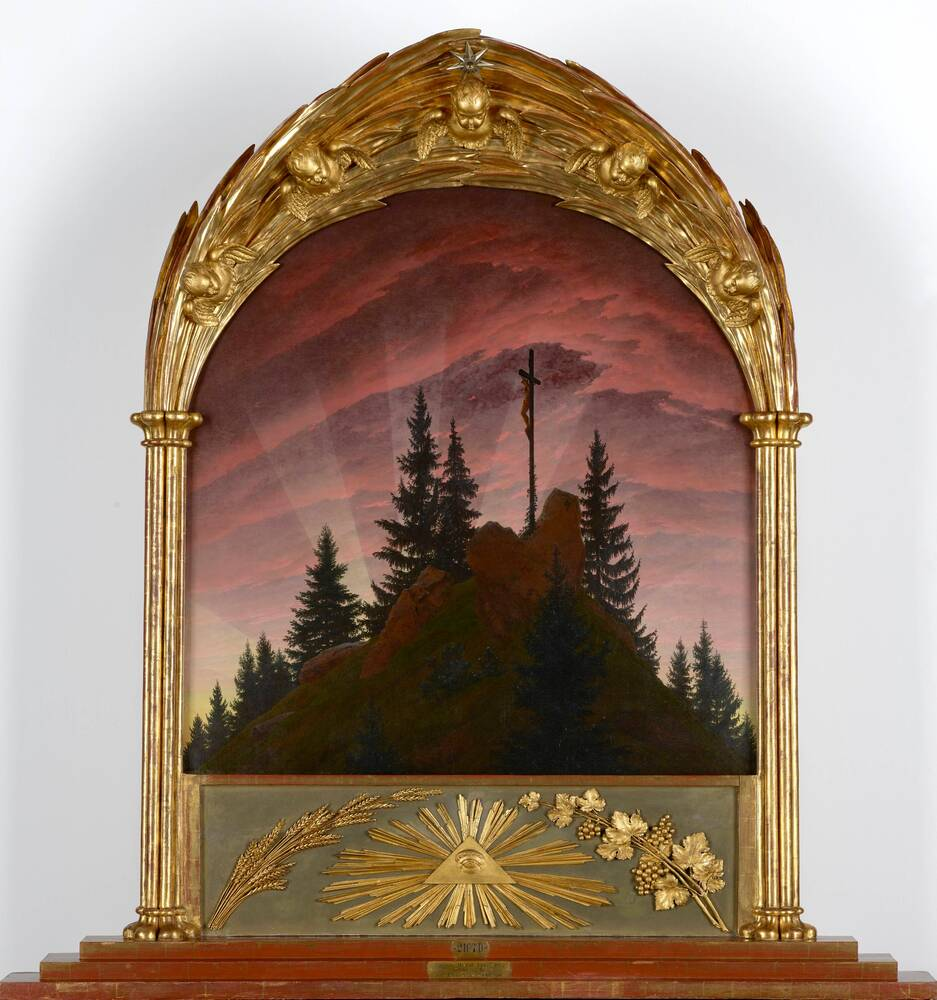
Caspar David Friedrich: Tetschener Altar, 1808

Strittig ist in der kunsthistorischen Literatur, ob in dem Gemälde ein Sonnenaufgang oder ein Sonnenuntergang dargestellt ist. Topografisch kann die Frage nicht beantwortet werden, weil das Zentrum des Strahlenfächers mehr südlicher als westlicher zu verortet wäre und so einen hohen Sonnenstand bedingte. Ob der im Nachlassverzeichnis angegebene Titel Ansicht der Stadt Neubrandenburg bei Sonnenuntergang und einer Feuersbrunst der Intention des Malers entspricht, ist nicht bekannt. Die Bezeichnung Sonnenuntergang hat sich wegen der topografischen Orientierung durchgesetzt (Ernst Sigismund, Gerhard Eimer, Sigrid Hinz, Werner Sumowski). Helmut Börsch-Supan besteht aus Gründen der religiösen Deutung auf einem Sonnenaufgang, weil er in dem Brand ein Gleichnis für das Jüngste Gericht sieht und die aufgehende Sonne vom Anbruch des Jüngsten Tages künde. Die Sonnenstrahlen als gefächerte Segmente angelegt, sind auch in dem Gemälde Frau vor der untergehenden Sonne zu finden, wie dort auch der Weg von Felsbrocken gesäumt ist. Die Sonnenposition ist relevant für die Bezeichnung des Bildes. Im Werkverzeichnis wird das Gemälde als Sonnenaufgang bei Neubrandenburg geführt, während das Bild in der Hamburger Kunsthalle unter dem Titel Das brennende Neubrandenburg gezeigt wird.

## Biografischer Ort
In Neubrandenburg wurden Caspar David Friedrichs Eltern, Adolph Gottlieb Friedrich und Sophie Dorothe Bechly, geboren. Neben einer weitläufigen Verwandtschaft lebten 1815 dort sein Bruder Johann Samuel als Schmied und vor den Toren der Stadt in Breesen die Schwester Catharina Dorothea. Seit seinen Kindertagen bis zuletzt 1818 hielt sich Friedrich immer wieder in Neubrandenburg auf. Ein großer Teil des Werkes bezieht sich auf die Gegend des vor der Stadt liegenden Tollensesees. Eine besondere Beziehung hatte der Maler zum Pastor der Marienkirche, Franz Christian Boll, der mehrfach in Bildern des Malers dargestellt ist. Wenn einmal keine Post aus Neubrandenburg nach Dresden kam, war Friedrich enttäuscht, wie er seinem Loschwitzer Tagebuch unter dem 5. August 1803 anvertraute.

„Ich kann nicht begreifen wie es kommen mag, daß ich keine Briefe aus [Neu-]Brandenburg erhalte.“

## Skizzen

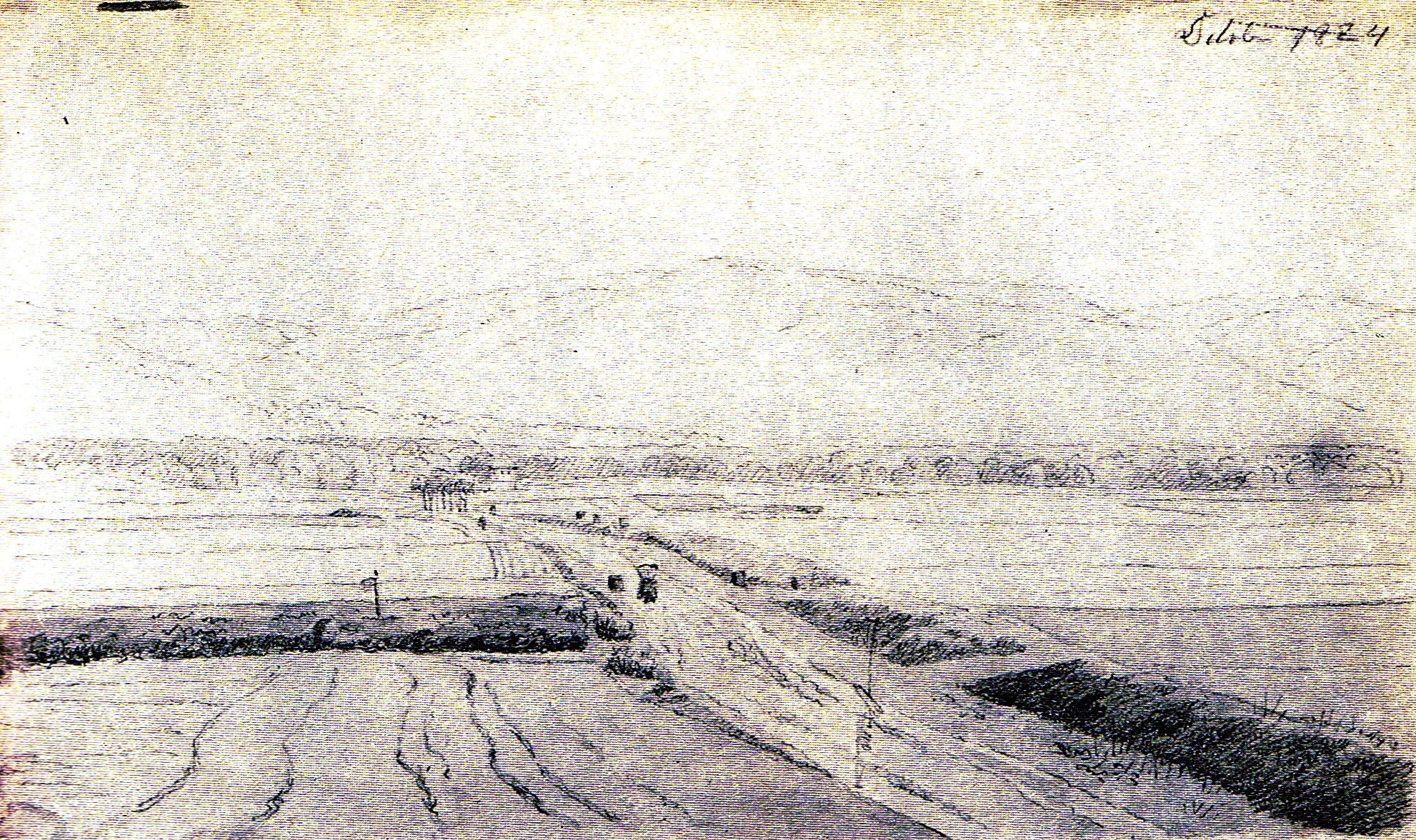
Caspar David Friedrich: Landstraße in Ebene mit Bergen, 1824

Für den Weg und Vordergrund des Gemäldes verwendete Friedrich das kleinformatige Aquarell Landstraße in Ebene mit Bergen vom Oktober 1824 (Kupferstichkabinett, Staatliche Kunstsammlungen Dresden). Das Bild zeigt vermutlich eine Landschaft in der Umgebung von Dresden.

## Provenienz
Das Gemälde befand sich 1843 im Nachlassverzeichnis Friedrichs unter der Nummer 1 mit dem Titel Ansicht der Stadt Neubrandenburg bei Sonnenuntergang und einer Feuersbrunst. Die Kunsthalle Hamburg erwarb das Bild 1905. Der Direktor der Hamburger Kunsthalle Alfred Lichtwark entdeckte das Gemälde bei der Mutter von Harald Friedrich, einem Enkel Caspar Davids, in Dresden unter der Bezeichnung Die Heuernte. Die Frau hatte es sich von Verwandten wiedergeben lassen, weil diese das Bild nicht schätzten. Nach der umgehenden Restaurierung erkannte Lichtwark, dass es sich bei der Silhouette um die von Neubrandenburg handelt und berichtete über die Entdeckung der Kommission für die Verwaltung der Kunsthalle.

„Der Friedrich hat ein ganz anderes Gesicht bekommen […] Alles ist licht und klar geworden, die zarten Grün, Braun und Violett des Vordergrundes, das Perlmutter des Morgenhimmels […]“

## Datierung
Die Datierung konnte bis heute nicht genau bestimmt werden. Die erste Datierung durch Max Sauerlandt ging von 1832 aus. Eine Datierung in die 1820er Jahre durch Herbert von Einem konnte sich nicht durchsetzen. Die Vermutung, dass der Maler das Werk infolge seines Schlaganfalls nicht fertiggestellt haben kann, führte zu einer übereinstimmenden Datierung auf 1835 bei Charlotte M. de Prybram-Gladona, Gerhard Eimer, Helmut Börsch-Supan und Willi Geismeier.

## Pendant

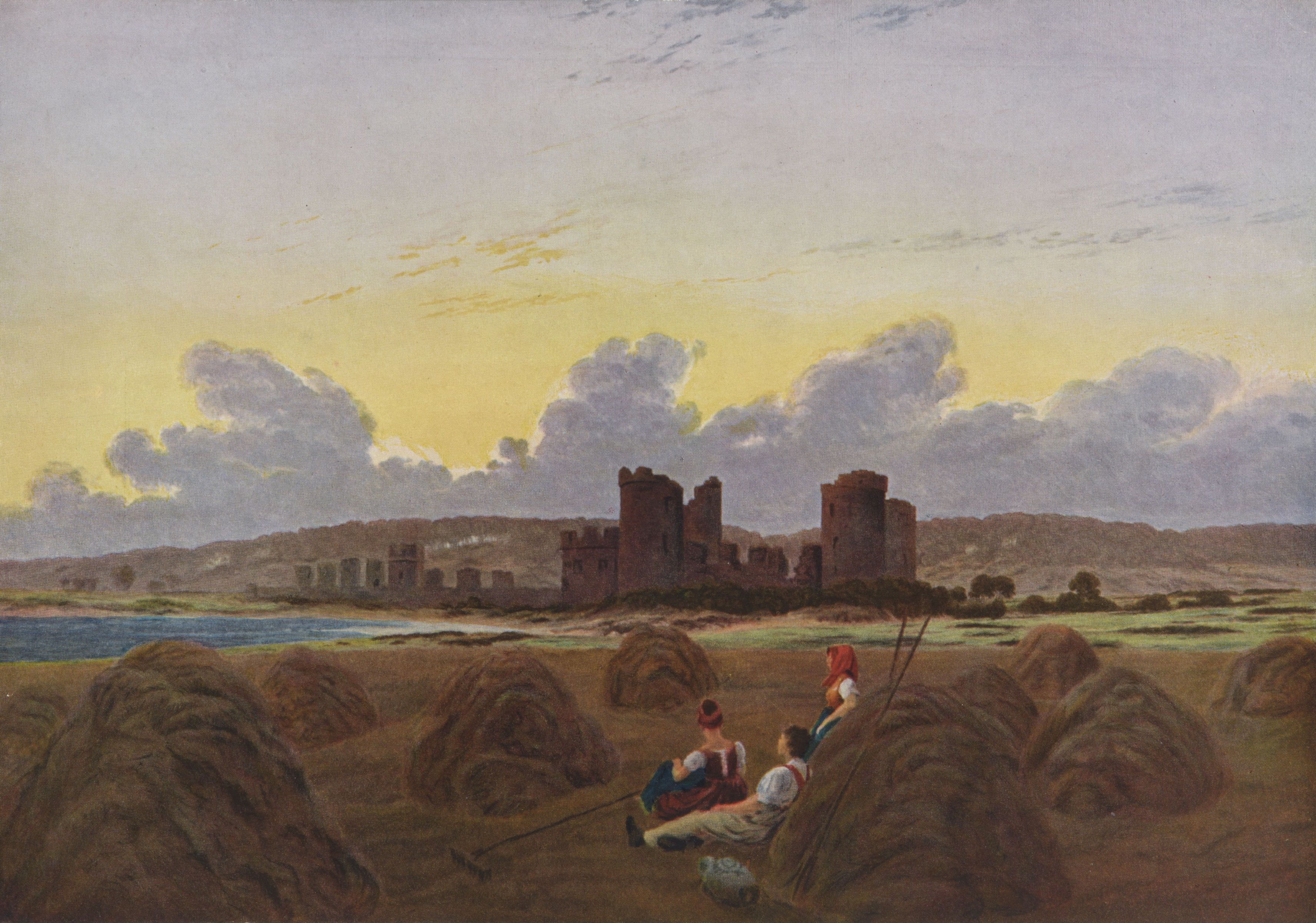
Caspar David Friedrich: Rast bei der Heuernte, 1834

Nach Ansicht von Peter Rautmann hat Friedrich die Gemälde Das brennende Neubrandenburg und Rast bei der Heuernte als Pendants konzipiert. Der dreizonige Aufbau der Bilder sei vergleichbar. Der ländliche Bereich werde einer gotischen Architektur gegenübergestellt und der Architekturbereich von einem klaren Himmel mit einem Wolkenband über dem Horizont hinterfangen. Die Rast bei der Heuernte zeigt die nördlich von Neubrandenburg gelegene Ruine Landskron.

## Anekdote
In seinen 1876 herausgegebenen Historisch-topographischen Skizzen aus der Vorzeit der Vorderstadt Neubrandenburg berichtet der Neubrandenburger Bürgermeister Wilhelm Karl Georg Ahlers anekdotisch über die Entstehung des Gemäldes.

„Der berühmte Landschaftsmaler Caspar David Friedrich, der sich hier öfter und längere Zeit hindurch, und namentlich in den Jahren von 1820-1830 bei Verwandten aufhielt, ward an der Vollendung eines bereits begonnenen Bildes unserer schönen Stadt und deren reizenden Umgebung, das er vom Datzeberge aufgenommen, durch den Umstand verhindert, daß, als er grade eifrig bei der Arbeit beschäftigt, unter seinen Augen aus der den Fuß des Hügels umspülenden Datze die Leiche eines ertrunkenen hervorgezogen ward. Durch diesen Anblick ward er in eine so trübe Stimmung versetzt, daß er von der Arbeit abbrach und auch später nicht, sie wieder aufzunehmen vermochte. Wer das eine oder andere der effectvollen Bilder dieses so hervorragenden Meisters gesehen, wird es bedauern, daß jener traurige Zufall solche Folgen hatte, und daß auch das unvollendete Bild hier nicht verblieben ist.“

## Einordnung in das Gesamtwerk
Das brennende Neubrandenburg gehört zu den rätselhaften Bildern des Spätwerkes. Vermutlich hat eine Erkrankung den Maler daran gehindert, das Gemälde fertigzustellen, so dass es auch ein Dokument der eingeschränkten Möglichkeiten in der künstlerischen Produktion im fortgeschrittenen Alter gesehen werden kann.

### Neubrandenburg-Ansichten

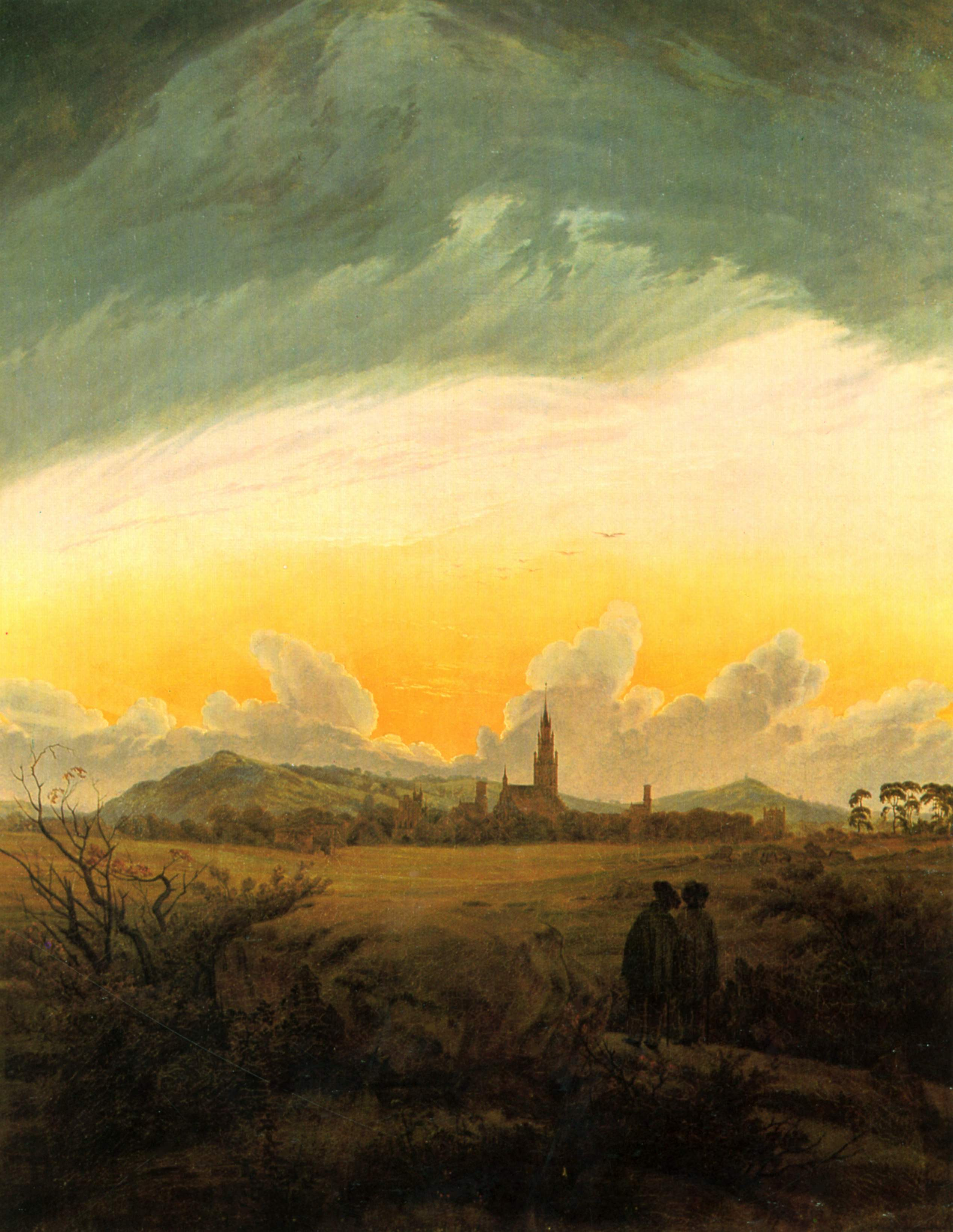
Caspar David Friedrich: Neubrandenburg, um 1816

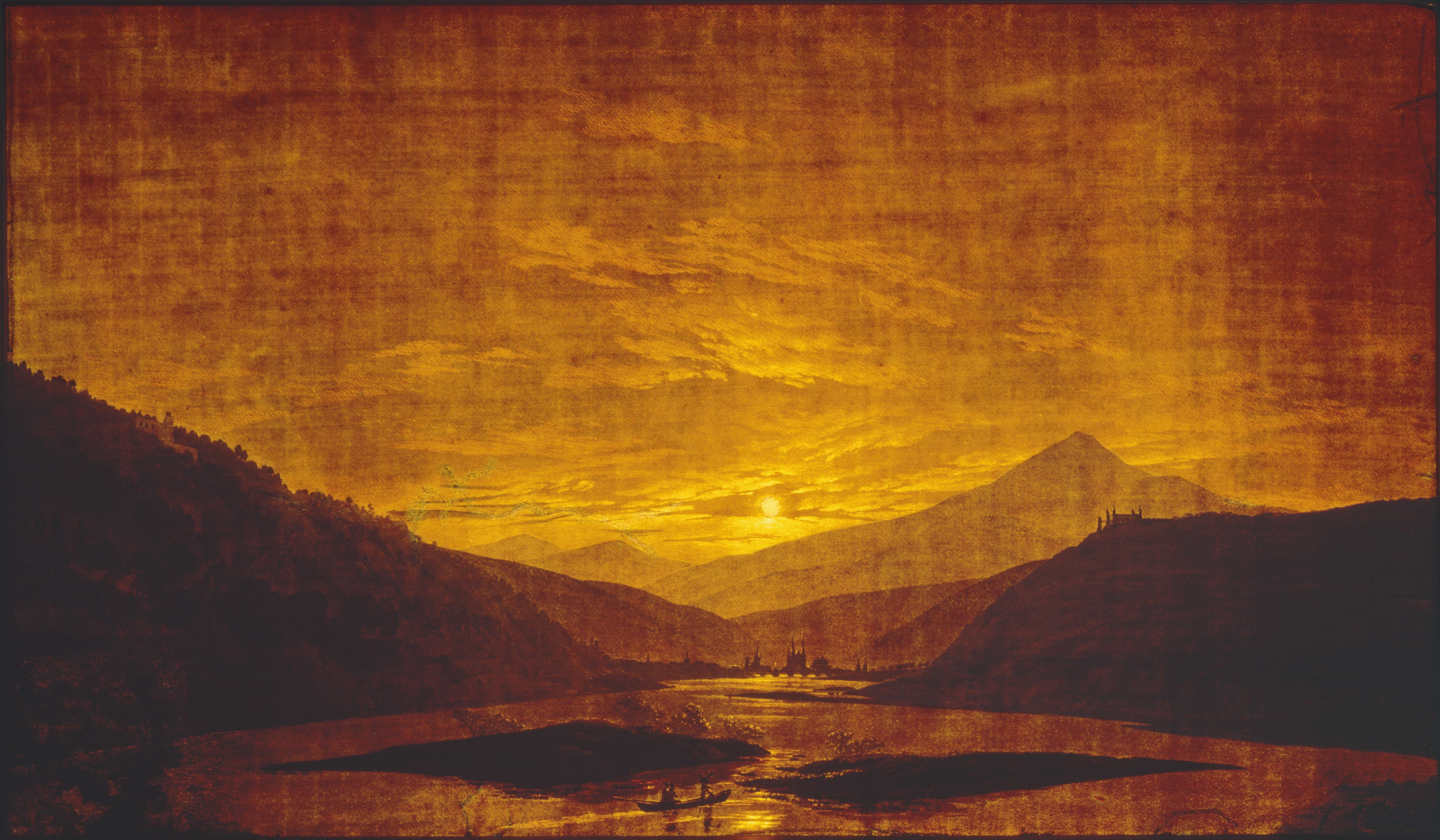
Caspar David Friedrich: Gebirgige Flusslandschaft, 1830–1835

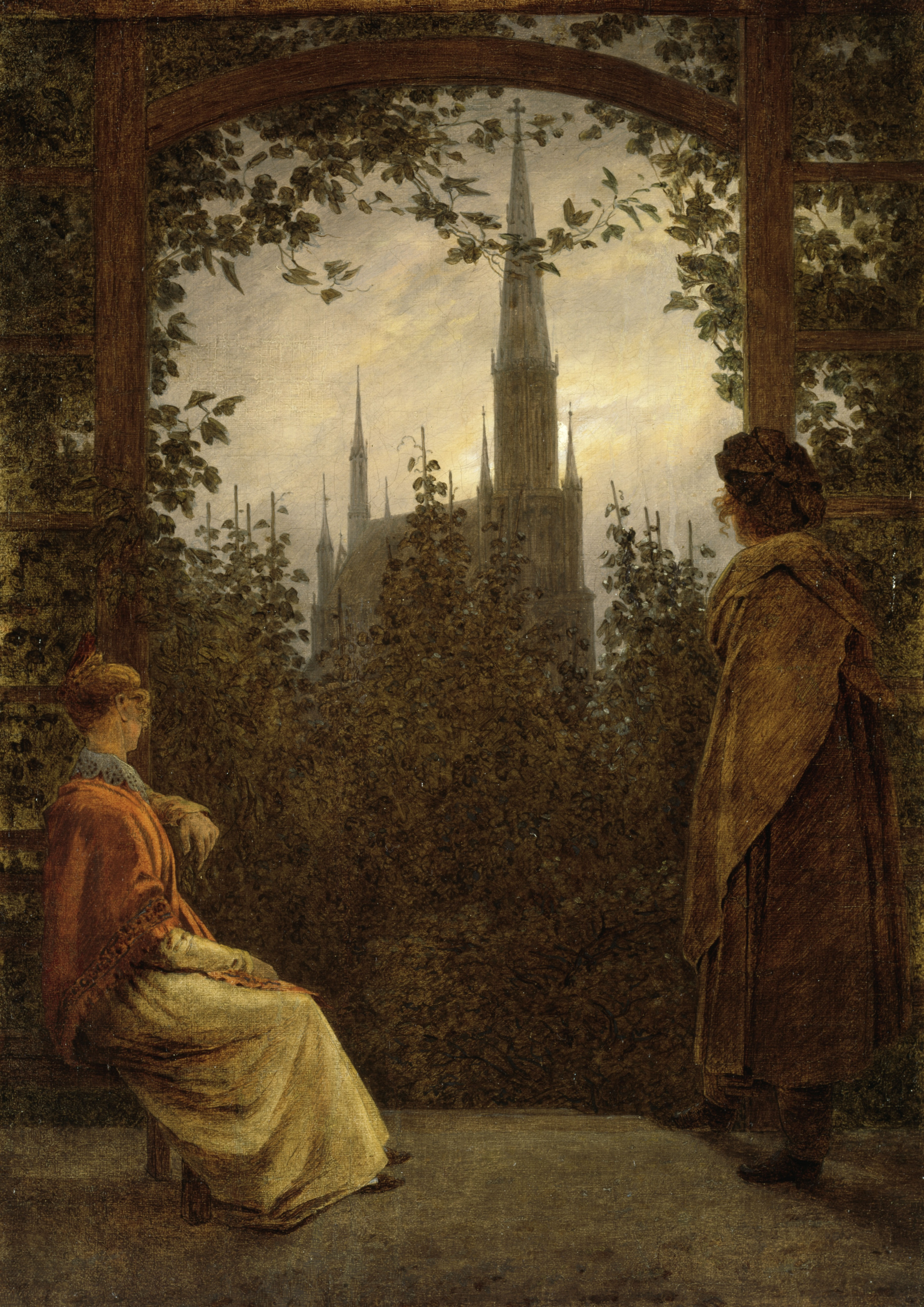
Caspar David Friedrich: Gartenlaube, 1818

Das brennende Neubrandenburg kann man als Antithese zu dem verklärenden Bild Neubrandenburg sehen, das die Stadt aus einer vergleichbaren Perspektive zeigt. Es gibt keine andere Stadt, zu der Friedrich in seiner Kunst ein derart emotionales Verhältnis pflegt. Dabei erscheint die gotische Marienkirche in der Stadtsilhouette mit den unterschiedlichen Architekturvarianten als das eigentliche Motiv.
Ebenfalls der Zeit zwischen 1830 und 1835 zuzuordnen ist die Transparentmalerei mit dem Titel Gebirgige Flusslandschaft am Morgen und bei Nacht. Das Transparent ist doppelseitig bemalt. Um die Nachtszene zu besichtigen, muss das Bild von hinten beleuchtet werden. Wegen der im Vordergrund dargestellten Doppelinsel, die um 1800 zwischen dem Südende des Tollensesees und der Lieps existierte, kann man die am Ende des Tals erkennbare gotische Stadtsilhouette als die Neubrandenburgs deuten. Hier ist das verklärende Moment durch die Fantasiearchitektur und die Bildstimmung noch einmal gesteigert und bestätigt die emotional geprägte Haltung des Malers zu diesem Ort.

### Städtebilder
In Friedrichs Städtebildern haben die Städtesilhouetten unterschiedliche Funktionen in der Bilderzählung. Die Darstellungen von Greifswald  zeigen eine vedutenhafte Klarheit. Neubrandenburg erscheint verklärt oder brennend. Dresden wird in den Bildkompositionen vorzugsweise hinter einen Hügel oder Bretterzaun gestellt. Meist kann man bei diesen Bildern Naturtreue unterstellen.
Eine zweite Gruppe von Bildern zeigt im Tiefenraum traumhafte Fantasiestädte, wie bei den Gemälden Gedächtnisbild für Johann Emanuel Bremer oder Auf dem Segler.
Eine dritte Gruppe setzt Bildgestalten des Vordergrundes in ein symbolisches Verhältnis zu einer Stadt im Hintergrund wie bei dem Gemälde Die Schwestern auf dem Söller am Hafen. Durch identifizierbare Bildelemente kann man in diesem Fall eine reale Stadt zuordnen.

Caspar David Friedrich: Wiesen bei Greifswald, um 1820
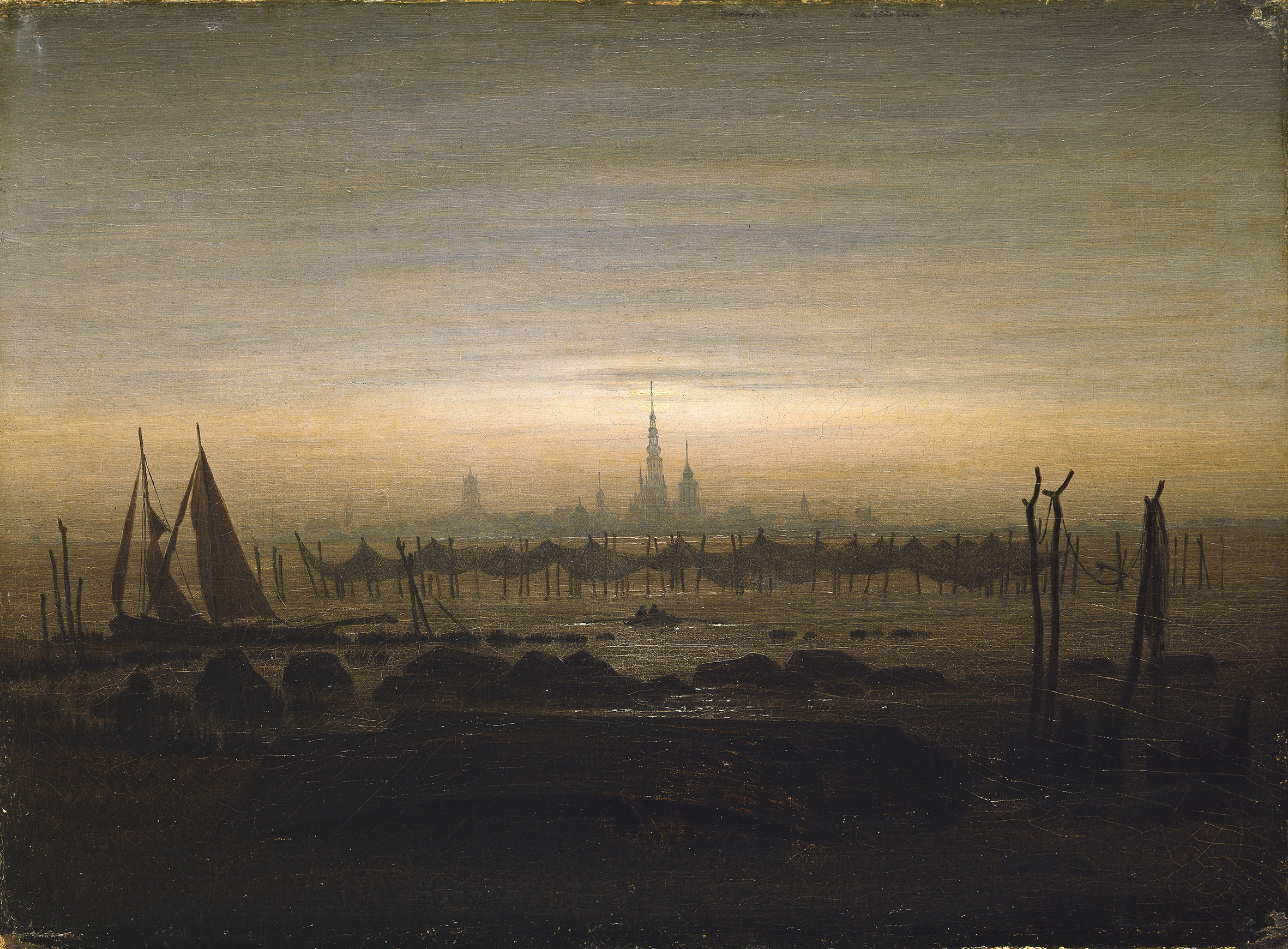
Caspar David Friedrich: Greifswald im Mondschein, 1817
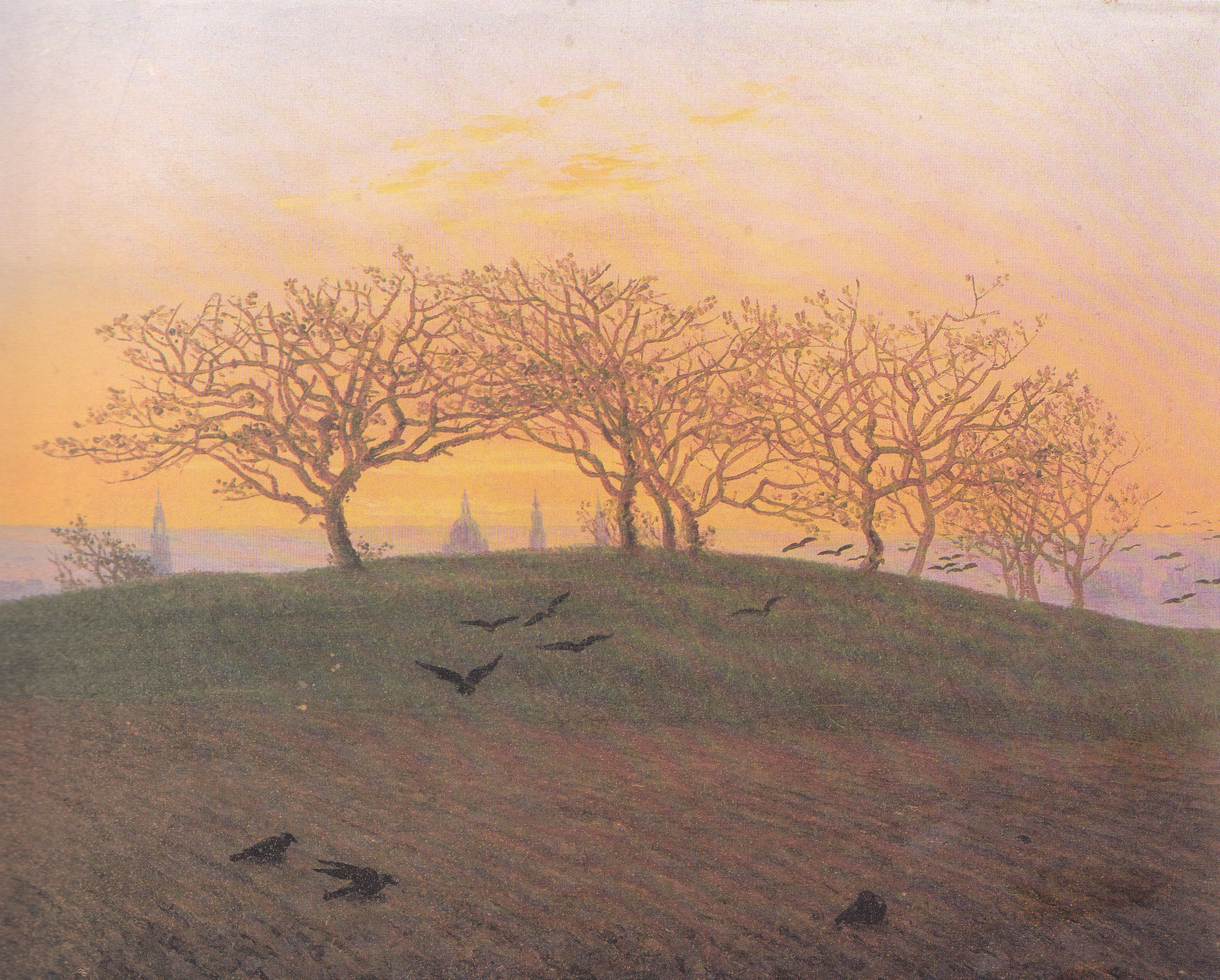
Caspar David Friedrich: Hügel mit Bruchacker bei Dresden, um 1824
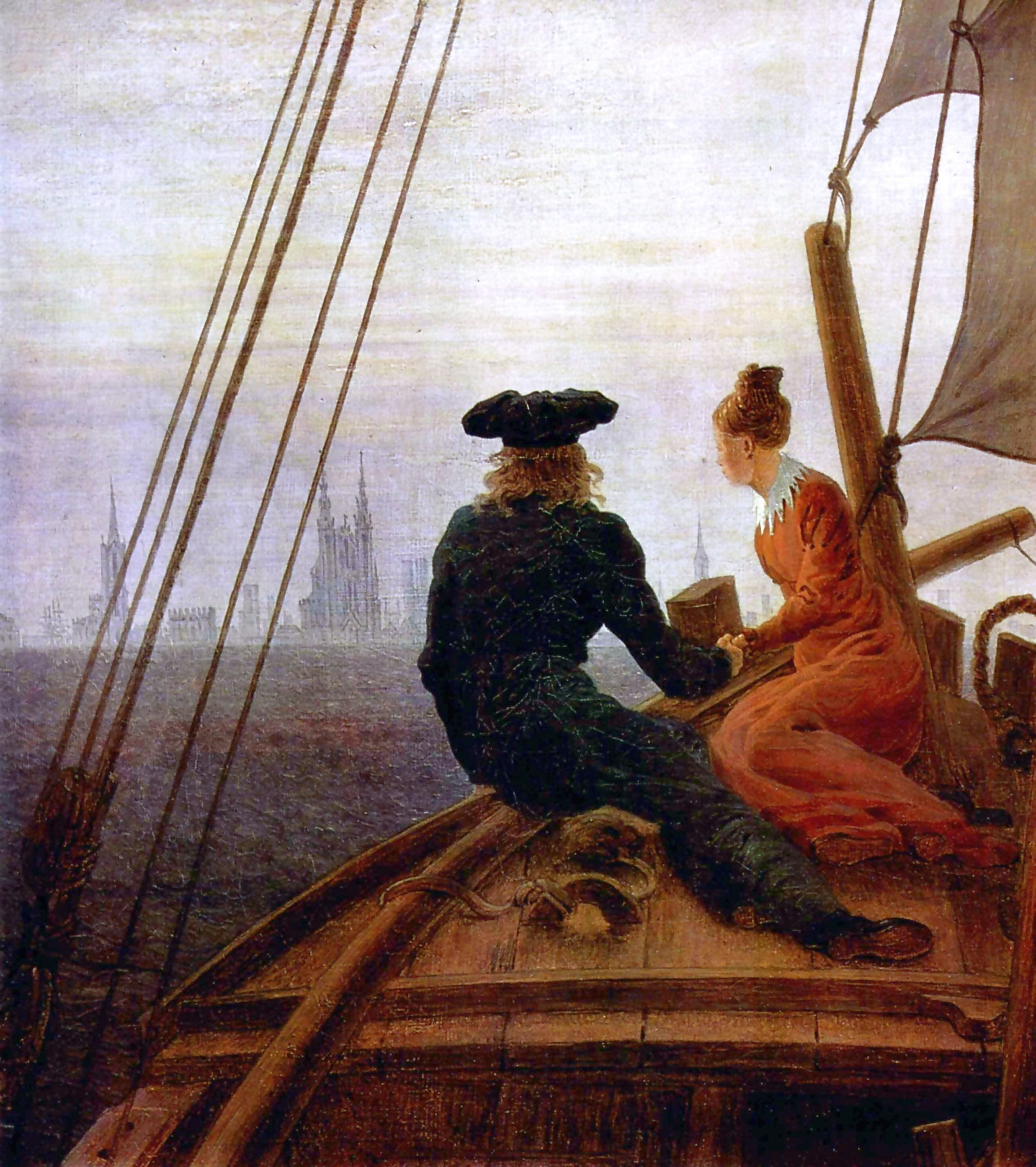
Caspar David Friedrich: Auf dem Segler, 1818
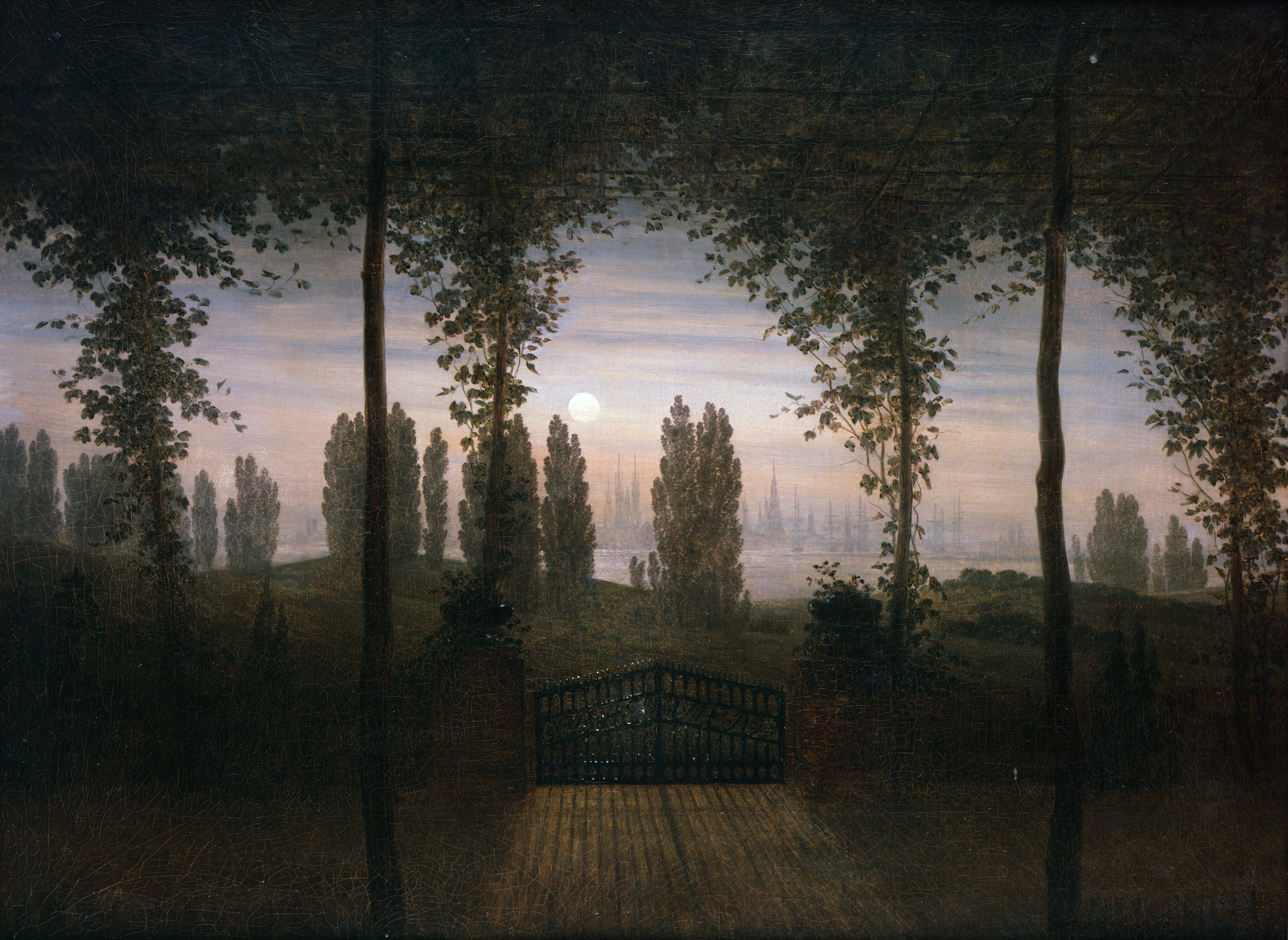
Caspar David Friedrich: Gedächtnisbild für Johann Emanuel Bremer, 1817
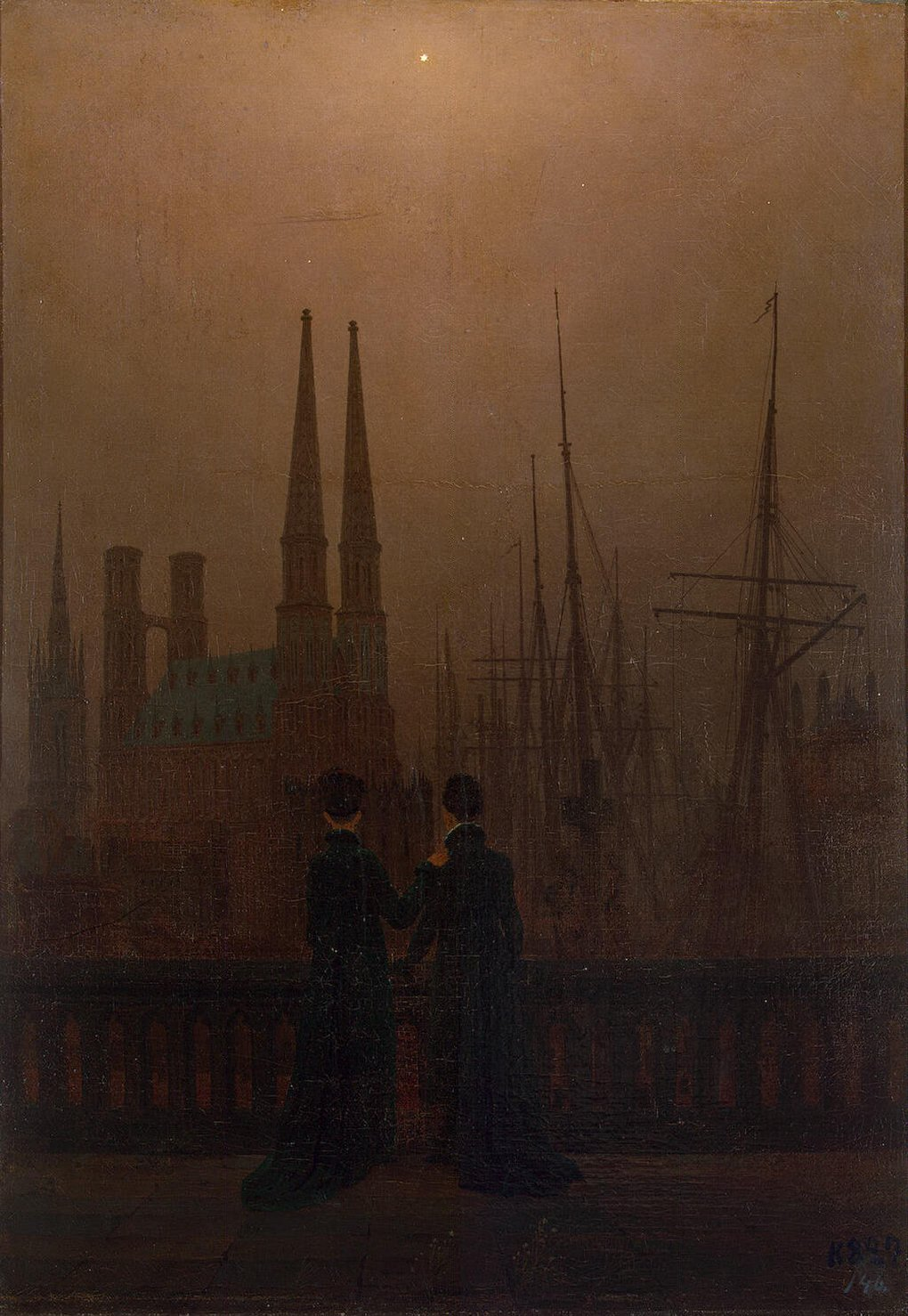
Caspar David Friedrich: Die Schwestern auf dem Söller am Hafen, um 1820

## Ideal der gotischen Stadt

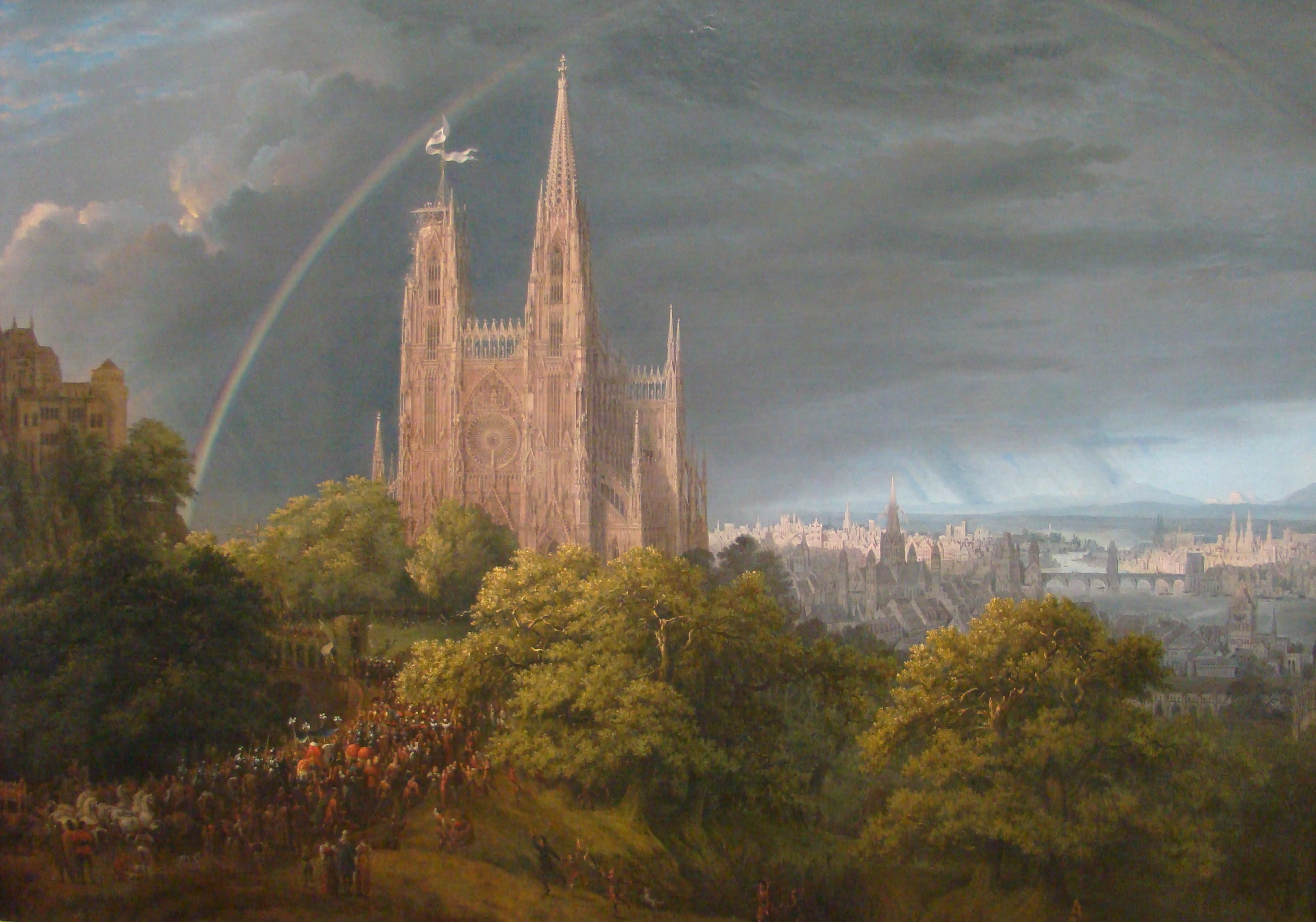
Karl Friedrich Schinkel Mittelalterliche Stadt am Fluss, 1815

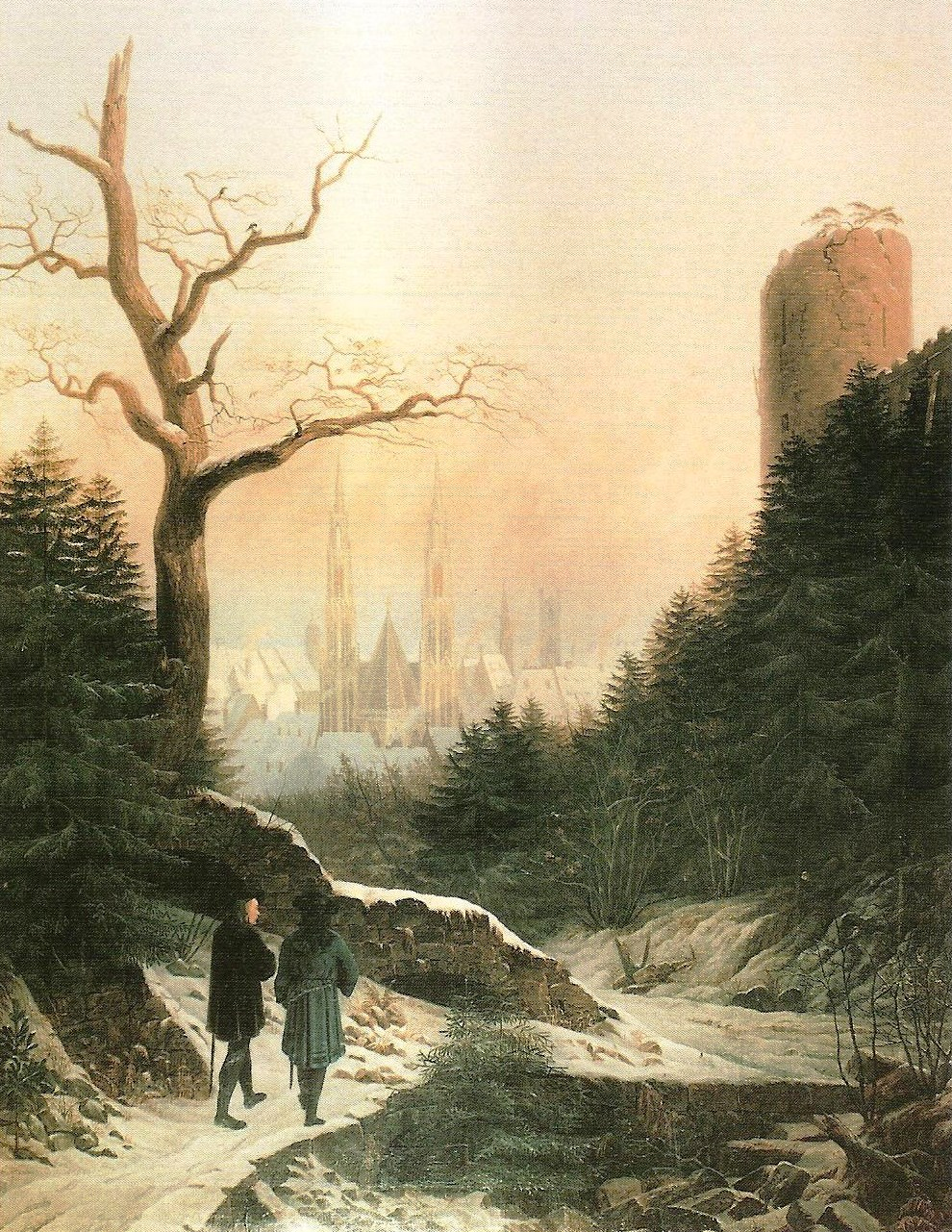
Carl Wilhelm Götzloff: Winterlandschaft mit gotischer Kirche, 1821

Für die Neubrandenburg-Darstellungen Friedrichs wird im kunstgeschichtlichen Vergleich die 1815 entstandene Mittelalterliche Stadt an einem Fluss von Karl Friedrich Schinkel herangezogen. In allen diesen Bildern ist der hochgotische Sakralbau das prägende Element der Stadt. Naheliegend ist nach dem Sieg über Napoleon eine nationale Interpretation, denn die Gotik wurde zu dieser Zeit als „deutscher Stil“ bezeichnet und diente als Projektionsfläche für die nationale Identitätsfindung. Aber auch die Romantiker idealisierten mit den gotischen Dombauten die mittelalterliche Stadt. Wilhelm Heinrich Wackenroder entdeckt die pittoreske Schönheit Nürnbergs mit der Beschreibung der Peterskirche. Der von der Gotik-Begeisterung erfasste Maler Carl Wilhelm Götzloff komponierte seine 1821 entstandene Winterlandschaft mit gotischer Kirche ganz nach Vorbild seines Lehrers Caspar David Friedrich. In einer Besprechung des Bildes hieß es: „Wie dieser [Friedrich] scheint er schöne belaubte Bäume zu fliehen, sich an Nadelholz, Schneegestöber, Kirchhof, Mondschein pp zu halten ...“ Er sei „ein großer Freund der Deutschtümelei, und sprach sich in seiner vorjährigen Landschaft vollkommen als solcher aus.“

## Rezeption
Ernst Boll, Theologe und Naturwissenschaftler, führte 1853 das aus der Sicht seiner Zeitgenossen nicht gelungene Gemälde mit der brennenden Stadt auf die Schwierigkeit zurück, Neubrandenburg im landschaftlichen Panorama, „dessen Totaleindruck von ergreifender Wirkung ist“, geeignet darzustellen. Boll war allerdings nur Friedrichs Stadtansicht Das brennende Neubrandenburg bekannt.

„Aber auch die Kunst des Malers scheitert an diesem Panorama; denn für ein einziges Bild ist es zu groß, und will man es nur theilweise darstellen, so geht gerade der Haupteffekt, welcher durch das harmonische Zusammenwirken aller einzelnen Theile dieser Landschaft hervorgebracht wird, gänzlich verloren. So malerisch auch das Ganze ist, so läßt sich doch kein einziges zu Malen geeignetes Bild aus demselben herausschneiden, und alle in dieser Beziehung gemachten Versuche sind gänzlich mißlungen. [...] so schön sie [die Stadt] auch von allen Seiten dem Auge sich darstellt, läßt sich doch von keinem einzigen Punkte der Umgegend aus ein effectvolles Bild von ihr entwerfen, da es überall an einem passenden Vordergrund fehlt. [...] wie wenige andere Maler, [Friedrich] es verstand, von eigenthümlichen und selbst dem Effect gewöhnlich für nachtheilig gehaltenen Standpunkten aus höchst eindrucksvolle Bilder zu entwerfen. Vielleicht wäre daher ihm die Lösung einer Aufgabe gelungen, an welcher schon andere Zeichner und Maler gescheitert sind.“

In der kunsthistorischen Betrachtung zu Friedrichs Bild Das brennende Neubrandenburg werden in der Romantik William Turners 1835 entstandenen Gemälde Der Brand des Parlamentsgebäudes in London und Der Brand des Ober- und Unterhauses als vergleichbar gesehen, da diese ebenfalls brennende gotische Architektur zum Motiv haben. John Constables Kathedrale von Salisbury von 1834 gilt mit der dramatisch umwölkten Kirchenarchitektur als eine eben solche emotionale Äußerung des Malers wie Das brennende Neubrandenburg.

William Turner: Der Brand des Parlamentsgebäudes in London, 1835
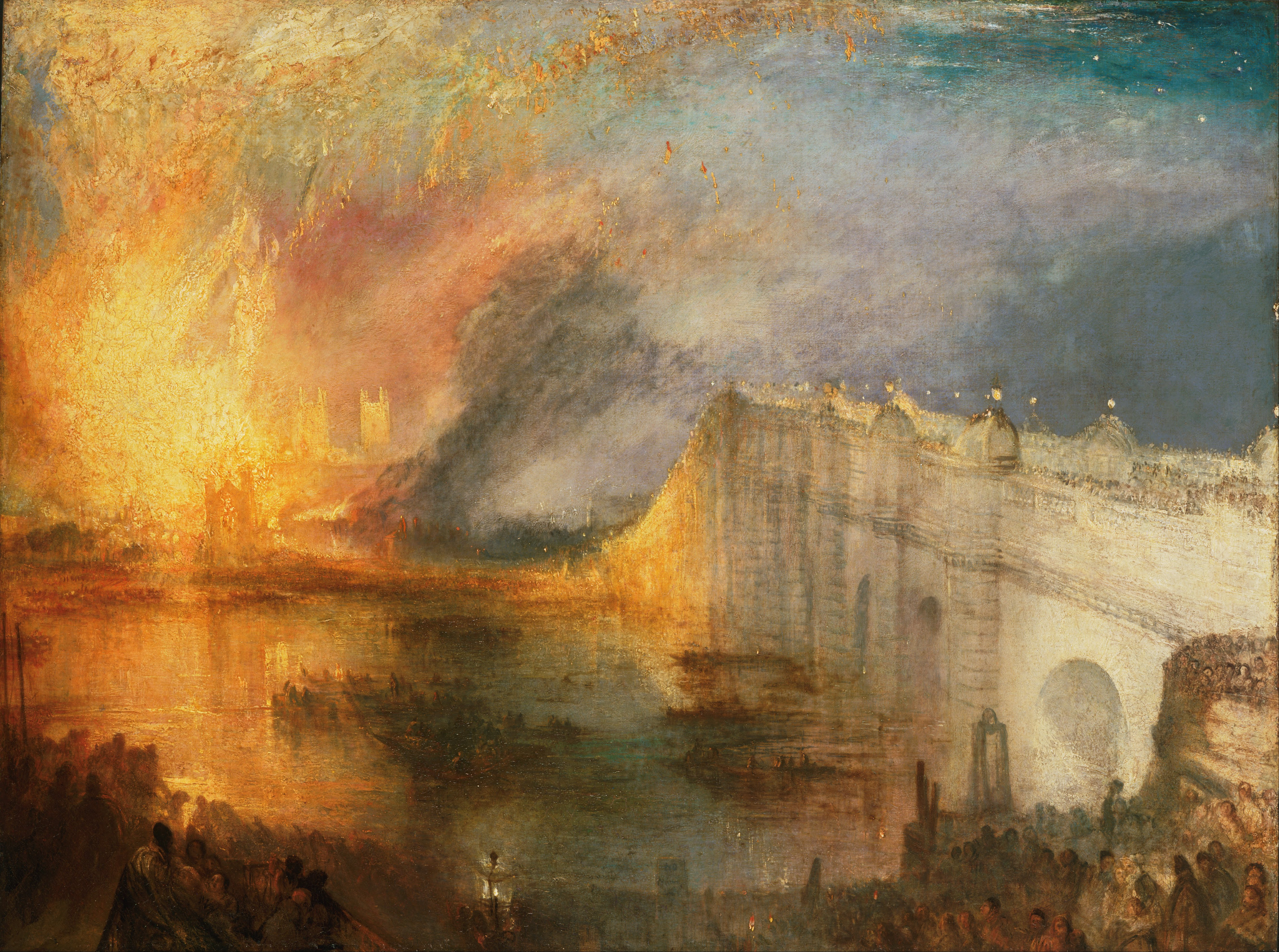
William Turner: Der Brand des Ober- und Unterhauses, 1835
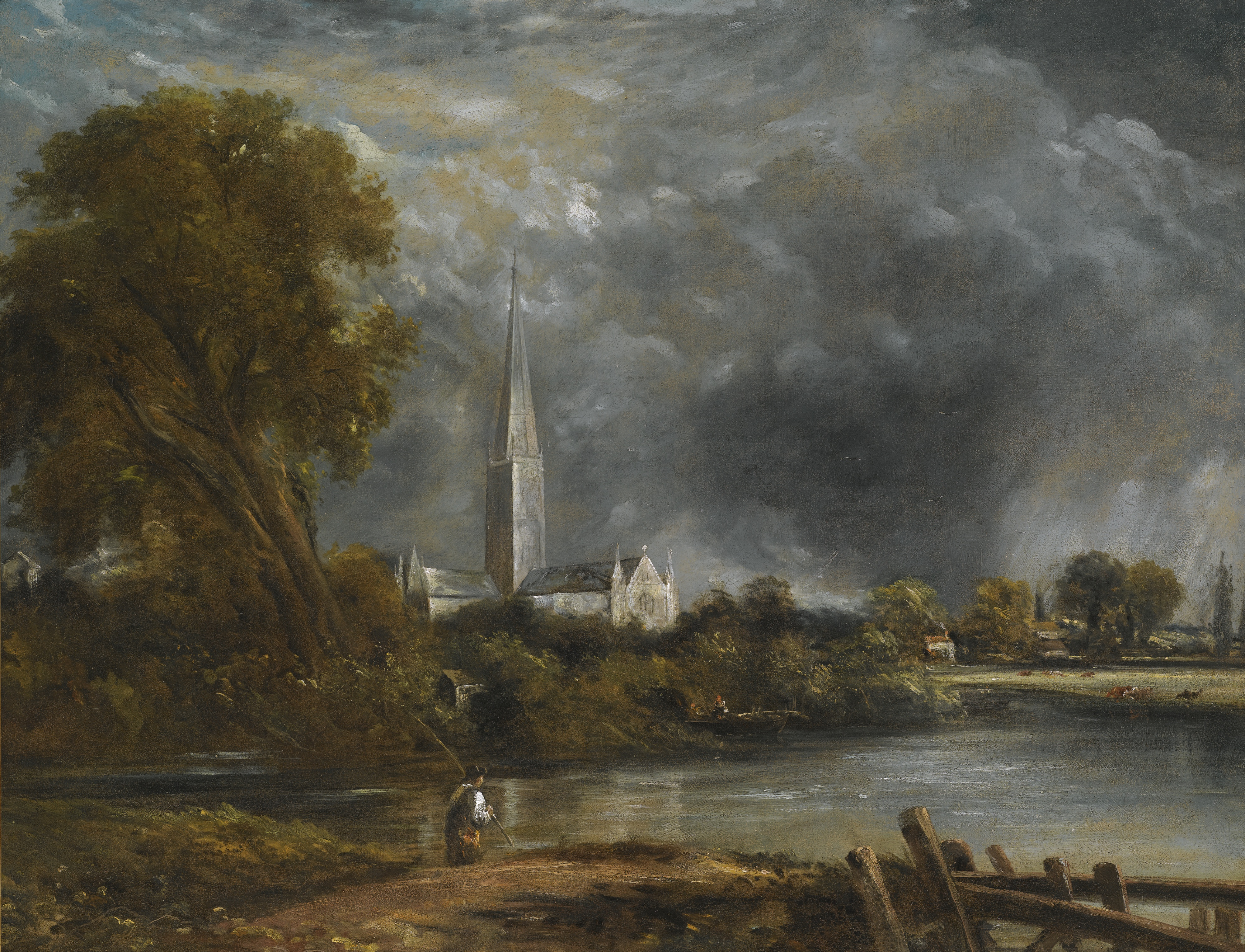
John Constable: Kathedrale von Salisbury, 1834